# Spider-Woman (Charlotte Witter)
Charlotte Witter es un personaje que aparece en los cómics estadounidenses publicados por Marvel Comics y la cuarta Spider-Woman. A diferencia de sus predecesoras, ella es una supervillana. Su primera aparición fue en The Amazing Spiderman Vol. 2 #6 (1999).

## Biografía ficticia del personaje
Charlotte Witter fue la diseñadora de moda y nieta de la psíquica de Madame Web, que trabajó en las transacciones del mercado negro. Esas transacciones la llevaron a trabajar con el Doctor Octopus. Mediante manipulación genética, el Dr. Octopus la mutó en un híbrido humano/araña. Le dio el poder de absorber las habilidades de las otras Spider-Woman a cambio de destruir al Hombre araña. Se las arregló para robar los poderes de Jessica Drew, Julia Carpenter, Mattie Franklin y Madame Web. Durante una batalla decisiva, Mattie reabsorbe todos los poderes dejando a Charlotte impotente. En su último encuentro parecía que los poderes de Charlotte habían empezado a regresar. Sin embargo Charlotte fue derrotada por Mattie. Actualmente se encuentra en estado de coma en la mansión de su abuela.

## Poderes y habilidades
Charlotte Witter tenía fuerza sobrehumana, velocidad y agilidad, una habilidad para adherirse a las paredes, "ráfagas de veneno" bio-eléctricas, psi-telarañas creadas psiónicamente, patas de araña psíquicas que brotaban de su espalda, la habilidad de volar, destellos pre cognitivos, telepatía y detección psicotécnica.

## En otros medios
- Charlotte aparece como un personaje jugable en el videojuego Spider-Man Unlimited.[1]